# Лаврецкая, Оксана Алексеевна
Оксана Алексеевна Лаврецкая (в девичестве Усатова; 19 октября 1988 года) — российская лыжница, неоднократная чемпионка всемирной Универсиады, чемпионка России. Мастер спорта России международного класса.

## Карьера
Выступала в разное время за Тюменскую область и Омскую область, представляла «Динамо». Тренер — Литвинцев В. Д.
В сезоне 2010/11 на молодёжном чемпионате мира была четвёртой в спринте.
На зимней Универсиаде 2013 года стала двукратной чемпионкой — в спринте и гонке на 15 км; на зимней Универсиаде 2015 года снова завоевала два золота — в гонке на 5 км классическим стилем и в эстафете.
Участвовала в гонках Кубка мира в сезонах 2010/11-2014/15, лучший результат в личных дисциплинах — 23-е место.
Неоднократно становилась призёром чемпионата России, в том числе чемпионка в 2014 году в эстафете, серебряный призёр в 2013 году в командном спринте, бронзовый призёр в 2014 году в гонках на 10 км и 50 км.
В 2015—2017 годах сделала паузу в карьере. В 2018—2020 годах выступала на российских стартах под новой фамилией Лаврецкая.
Окончила СибГУФКиС (Омск).